# آغاز (فیلم ۲۰۰۰)
آغاز (به هندی: Aaghaaz) فیلمی محصول سال ۲۰۰۰ و به کارگردانی یوگش ایشوار است. در این فیلم بازیگرانی همچون سونیل شتی، سوشمیتا سن، نامراتا شیرودکار، سومان رانگاناتان، شارات ساکسنا، آسرانی، گلشن گروور، شاراد کاپور، انوپم کهیر، جانی لور، آلوک نات ایفای نقش کرده‌اند.